# Aberto de São Paulo 2010
El torneo Aberto de São Paulo 2010 es un torneo profesional de tenis. Pertenece al ATP Challenger Series 2010. Se disputó su 10.ª edición sobre superficie dura, en San Pablo, Brasil entre el 3 y el 9 de enero de 2012.

## Campeones

### Individual Masculino
- Ricardo Mello derrotó en la final a  Eduardo Schwank, 6-3, 6-1

### Dobles Masculino
- Brian Dabul /  Sebastián Prieto  derrotaron en la final a  Tomasz Bednarek /  Mateusz Kowalczyk, 6-3, 6-3